# Gerboise du Gobi
Allactaga bullata
Espèce
Statut de conservation UICN

 LC  : Préoccupation mineure
La Gerboise du Gobi (Allactaga bullata) est une espèce de rongeurs de la famille des Dipodidés. 

## Comportement
La Gerboise du Gobi est un animal nocturne et solitaire, se terrant généralement dans un terrier pendant la journée. Elle se nourrit principalement de graines, de racines, ainsi que d'insectes et de leurs larves. Cette espèce peut avoir jusqu'à deux portées comportant entre un et trois petits par an, qui naissent entre mai et août. 

## Répartition et habitat
Cette espèce de Gerboise se rencontre dans le Désert de Gobi, c'est-à-dire dans les provinces chinoises de Gansu, de Mongolie-Intérieure, de Ningxia, dans le nord du Shaanxi et dans l'est du Xinjiang, ainsi que dans l'ouest et le sud de la Mongolie,. Elle partage cette distribution avec sa cousine Allactaga balikunica. Ses habitats de prédilection sont les prairies, steppes et déserts froids.

## Systématique
Le Gerboise du Gobi appartient au sous-genre Orientallactaga. Elle est très proche de la gerboise Allactaga balikunica.